# 하이 레인
《하이 레인》(프랑스어: Vertige, 영어: High Lane)은 프랑스에서 제작된 아벨 페리 감독의 2009년 슬래셔 영화이다. 파니 발레트 등이 출연하였고, 알랭 벤기기 등이 제작에 참여하였다.

## 줄거리
발칸반도에선 매해 무수한 사람들이 사라진다.
스무살 남짓한 청년들이 크로아티아로 여행을 떠나고, 수리를 위해 폐쇄된 산맥 높은 곳으로 트레일링을 하기로 결정한다. 등반은 기대한 것보다 더 위험했으며 곧 그들은 그들만이 홀로가 아님을 알아챈다.

## 출연
- 파니 발레트 - 클로에 역. 간호사. 어린 환자를 사고로 죽인 일로 죄책감을 느끼고 있다.
- 이오안 리베로 - 로이크 역. 다른 친구들의 반감을 사고 있는 클로에의 남자친구.
- 니콜라 지로 - 프레드 역
- 라파엘 랑글레 - 기욤 역
- 모드 빌레르 - 카린 역. 프레드의 여자친구.
- 쥐스탱 블랑카르 - 앙톤 역

## 기타 제작진
- 배역: 오렐리 기샤르